# Fabrizia D'Ottavio
Fabrizia D'Ottavio (Chieti, 3 febbraio 1985) è un'ex ginnasta italiana.

## Biografia

### Curriculum Sportivo
• 1997 Vice campionessa italiana cat. allieve
• 2001 Vice campionessa italiana cat. senior
• dal 1998 al 2006 partecipazione al Campionato Italiano di Serie A1
• 2002 Gymnasiadi in Francia (bronzo)
• 2002 entra ufficialmente nel Team Italia 
• 2004 Giochi Olimpici Atene (argento)
• 2005 Mondiali Baku (1 oro, 2 argenti)
• 2006 Europei Mosca (2 argenti, 1 bronzo)
• 2007 Mondiali di qualificazione Patrasso (3 argenti)
• 2008 Europei Torino (1 oro, 1 argento e 1 bronzo), Giochi Olimpici Pechino (4º posto)

### Riconoscimenti
• 2004 Nominata Ufficiale della Repubblica Italiana per meriti sportivi
Riceve il premio Collare D'Oro dello Sport
• 2005 Testimonial UNICEF, AVIS, Istituto di ricerca Mario Negri 
• 2006 Entra a far parte del Gruppo Sportivo dell’Aeronautica Militare
Tedofora per le Olimpiadi Invernali di Torino 
• 2007 Riceve la Medaglia d’Oro al Valore Atletico dal Coni
• 2009 Eletta Sindaco del Villaggio Atleti in occasione dei Giochi del Mediterraneo di Pescara
• 2010 Nominata dal Coni Ambasciatrice della Delegazione italiana per la prima edizione dei Giochi Olimpici Giovanili di Singapore 
• 2015 Diventa Ambasciatrice nel mondo della Fondazione Isal
• 2016 Entra a far parte del gruppo di testimonials sportivi del progetto pluriennale “Allenarsi per il futuro” realizzato da Bosch e Randstad

### Curriculum Artistico
• 2004 In famiglia, Trash, la Domenica Sportiva (ospite sportivo e performance artistica)
• 2006 Le Iene (ospite sportivo e performance artistica)
• 2007 Zelig (ospite sportivo e performance artistica)
• 2008 tour italiano “Mechanical Dream” di Elisa (performance artistica)
• 2010 Primo tour italiano con la compagnia Rhyth.mix (prod. Bags Entertainment) 
Partecipazione come corpo di ballo alla prima edizione del Fiorello Show per Sky
Lavora con Daniel Ezralow per la coreografia d'apertura del Festival di Sanremo
• 2011 Secondo tour italiano con la compagnia Rhyth.mix
Creazione di spettacoli per le convention di Costa Crociere, Enel, Mondadori, Luxottica e Unicredit
Lavora come artista per le trasmissioni Kàlispera e Amici
Ospite sportivo a I soliti Ignoti
Entra nel team "Talent" di Sky Sport
• 2012 Partecipa al Carnevale di Venezia come protagonista del Volo dell’Aquila
Commentatrice per Sky Sport alle Olimpiadi di Londra 2012
Lavora con Rhyth.mix come corpo di ballo per la trasmissione Scherzi a Parte
Realizza con Rhyth.mix gli spot televisivi per PUPA Make Up e le performance artistiche per le convention di Lottomatica, Avon e Assicurazioni Generali
• 2013 Tour Rhyth.mix in Germania e show case per Cartier
• 2014 Realizzazione del videoclip del singolo “Tutta la vita” del cantante Giò Di Tonno
Show con Rhythm.mix per la Fiat Chrysler Automobiles (FCA)
• 2015 Commentatrice per Sky Sport in occasione dei primi Giochi Olimpici Europei Baku 2015
Partecipa come performer alla cerimonia di apertura della prima edizione dei Beach Games Pescara 2015
Realizza con Rhyth.mix le coreografie per la serata di premiazione Ernst&Young “Imprenditore dell'anno” presso la Borsa Italiana e per l'evento internazionale “Sport media Pearl Award” ad Abu Dhabi
• 2016 Protagonista del video pubblicitario Panasonic “Kùkan, the invention of space”, successivamente rappresentato dal vivo in occasione del Salone del Mobile di Milano
Partecipa come artista allo show Rai “Tra Roma e il Cielo” in occasione dell'inaugurazione della Nuvola di Fuksas a Roma
• 2017 Performer per l'inaugurazione del Luxury Resort Bulgari di Dubai
• 2018 Performer per Cartier in occasione del Salone del Mobile di Milano e per evento Banca Mediolanum 
• 2019 Performer per evento Roche

### Commercials
• 2009/10 campagna pubblicitaria Freddy
• 2011 campagna pubblicitaria Alyki, So Danca e Legea
• 2012 spot tv Pupa Make up
• 2013 campagna pubblicitaria Givì Lulù
• 2016 video pubblicitario Panasonic “Kùkan, the Invention of Space”

## Riconoscimenti
- Trofeo Rocky Marciano: 2005